# قائمة الأعاصير المدارية الأكثر رطوبة في الولايات المتحدة

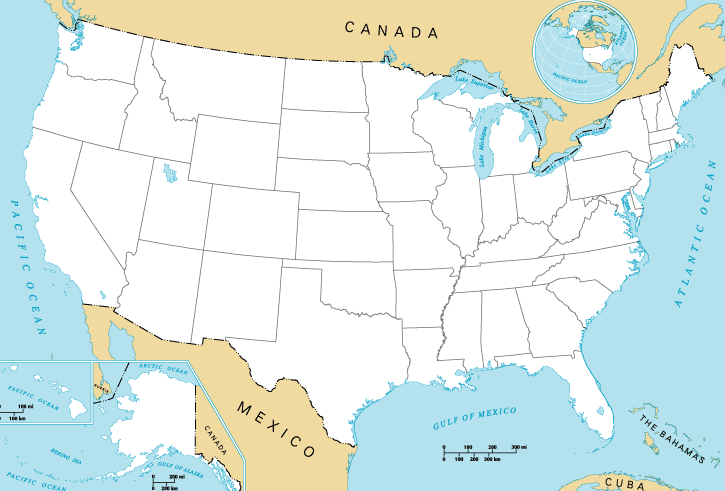
خريطة للولايات الأمريكية ال48 المتجاورة وفي الزاوية السفلى اليسرى توجد الولايتان غير المتجاورتين

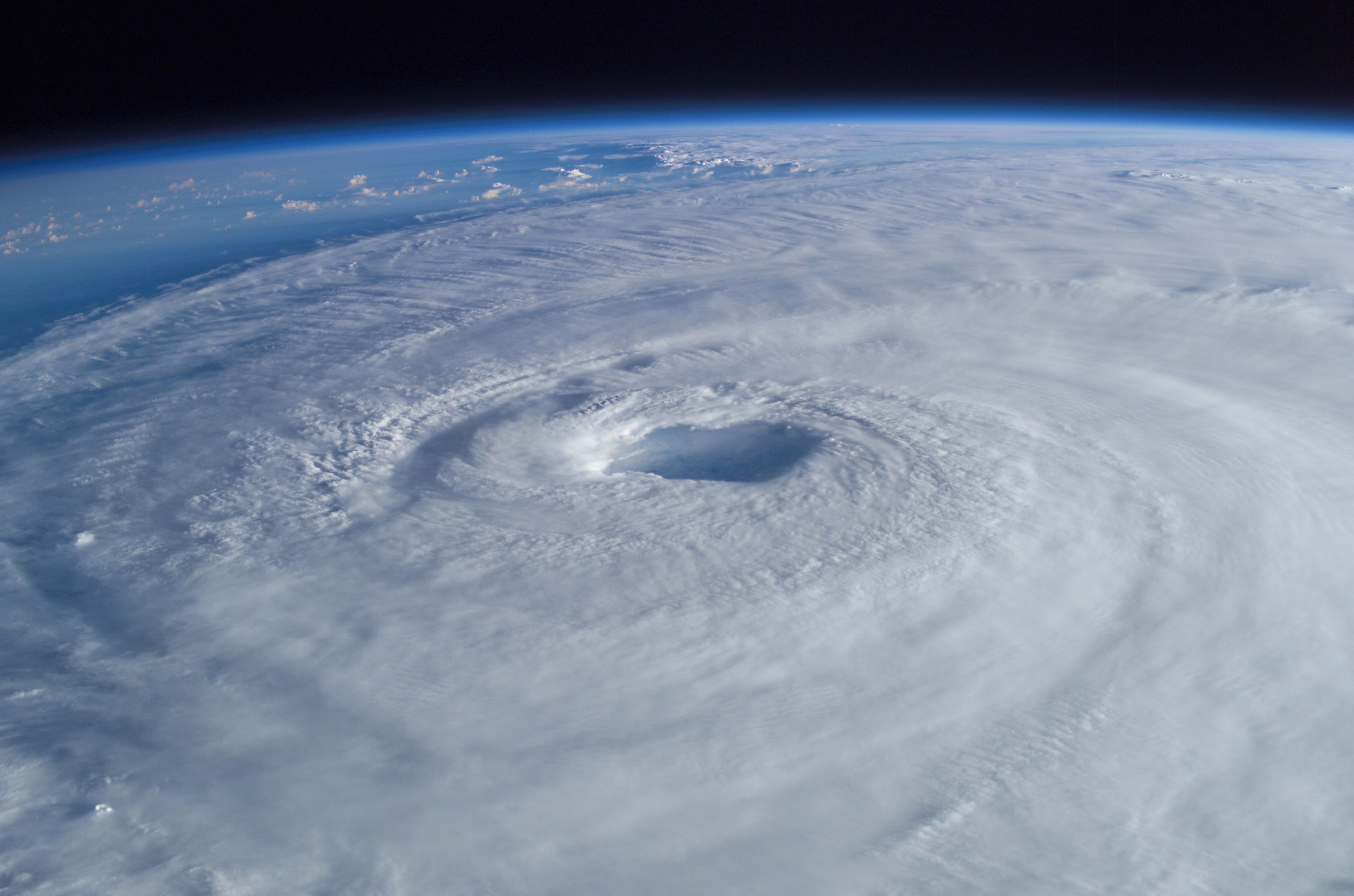
تظهر الصورة البعثة 7 لمحطة الفضاء الدولية مدار إعصار إيزابيل عام 2003. حيث يوضح بشكل كبير عين الإعصار وجداره وحزام المطر المحيط به، وهي خصائص الأعاصير المدارية بالمعنى الضيق والتي تبدو جلية للعيان في هذا المنظر الملتقط من الفضاء.

قائمة الأعاصير المدارية الأكثر رطوبة في الولايات المتحدة هي لائحة بجميع الأعاصير المدارية القادمة من المحيط الأطلسي وخليج المكسيك وشرق المحيط الهادئ إلى الولايات الأمريكية الثمانية والأربعين المتجاورة برا والواقعة ما بين الحدود المكسيكية من الشمال والحدود الكندية إلى الجنوب ضمن أراضي قارة أمريكا الشمالية وهي ألاباما، أريزونا، أركنساس، كاليفورنيا، كولورادو، كونيتيكت، ديلاوير، فلوريدا، جيورجيا، أيداهو، إلينوي، إنديانا، أيوا، كانساس، كنتاكي، لويزيانا، مين، ماريلاند، ماساتشوستس، ميشيغان، مينيسوتا، ميسيسيبي، ميسوري، مونتانا، نبراسكا، نيفادا، نيوهامبشير، نيو جيرسي، نيو مكسيكو، نيويورك، نورث كارولينا، نورث داكوتا، أوهايو، أوكلاهوما، أوريغون، بنسلفانيا، رود آيلاند، ساوث كارولينا، ساوث داكوتا، تينيسي، تكساس، يوتا، فيرمونت، فيرجينيا، واشنطن، فيرجينيا الغربية، ويسكونسن، وايومنغ، بالإضافة إلى مقاطعة كولومبيا؛ فيما تستبعد ولايتي هاواي وألاسكا وجميع مقاطعات ومناطق ما وراء البحار التابعة للولايات المتحدة بما فيها غوام وساموا الأمريكية وجزر ماريانا الشمالية وبورتوريكو وجزر العذراء الأمريكية.
تم قياس أعلى معدلات هطول الأمطار في البلاد عبر ساحل الخليج والأجزاء السفلية من الساحل الشرقي. فيما تم قياس الكميات الوسيطة عبر الجنوب الغربي ونيو إنجلاند والغرب الأوسط. فيما تلقت السهول الكبرى الشمالية وشمال غرب المحيط الهادئ أقل العواصف الاستوائية لبعدها بشكل استثنائي عن مناطق تكاثر الأعاصير المدارية في المحيط الأطلسي وشرق المحيط الهادئ.
يعتبر إعصار هارفي أكثر الأعاصير المدارية رطوبة المسجلة في الولايات المتحدة ب 60.58 بوصة (1539 ملم) من الأمطار في جنوب شرق تكساس في عام 2017. بينما تحمل العاصفة الاستوائية كلوديت الرقم القياسي الوطني لهطول الأمطار على مدار 24 ساعة ب42.00 بوصة (1،067 ملم) في مدينة ألفين بولاية تكساس عام 1979.

## أريزونا
كان إعصار نورا لعام 1997 آخر إعصار استوائي يدخل الولايات المتحدة قادما من المكسيك بقوة عاصفة استوائية. وقد أدى هطول الأمطار على أعلى سلسلة الجبال في جنوب غرب ولاية أريزونا جبال هاركاهالا إلى تسجيل معدل هطول للأمطار في الولاية استمر على مدار 24 ساعة.
| التساقطات المطرية | التساقطات المطرية | التساقطات المطرية | الأعاصير    | المكان         | الصورة | المراجع |
| الرقم             | مليمتر            | بوصة (انش)        | الأعاصير    | المكان         | الصورة | المراجع |
| ----------------- | ----------------- | ----------------- | ----------- | -------------- | ------ | ------- |
| 1                 | 305.1             | 12.01             | إعصار نورا  | جبال هاركاهالا |        | [ 5 ]   |
| 2                 | 109.2             | 4.30              | Javier 2004 | Beartown       | -      |         |
| 3                 | 68.6              | 2.70              | Blanca 2015 | Paonia 15 NW   | -      |         |
| 4                 | 48.3              | 1.90              | Dolly 2008  | Her            | -      |         |
| 5                 | 48.3              | 1.90              | Dolly 2008  | Her            | -      |         |
| 6                 | 48.3              | 1.90              | Dolly 2008  | Her            | -      |         |
| 7                 | 48.3              | 1.90              | Dolly 2008  | Her            | -      |         |
| 8                 | 48.3              | 1.90              | Dolly 2008  | Her            | -      |         |
| 9                 | 48.3              | 1.90              | Dolly 2008  | Her            | -      |         |
| 10                | 48.3              | 1.90              | Dolly 2008  | Her            | -      |         |